# Svarvning

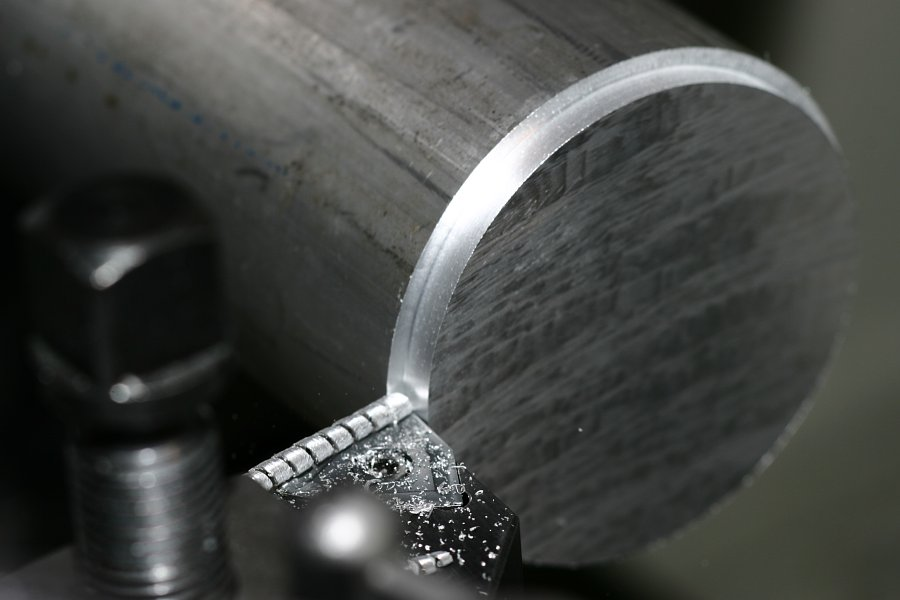
Grovsvarvning

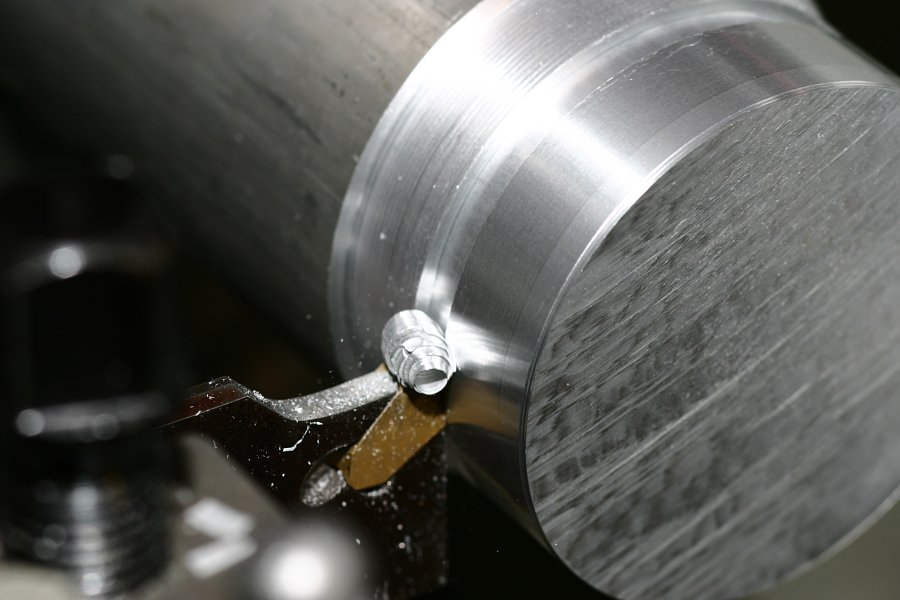
Sticksvarvning

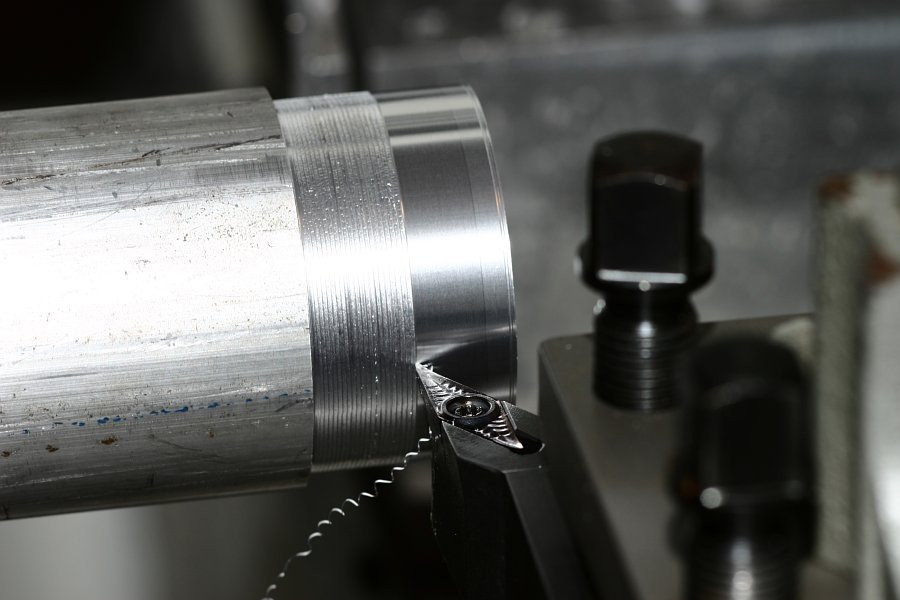
Slutsvarvning med hög ytfinhet

Svarvning är en bearbetningsprocess i vilken ett skärverktyg, typiskt en icke-roterande verktygsbit, som bearbetar i en spiralformad bana genom att verktyget flyttas mer eller mindre linjärt medan arbetsstycket roterar. Vanligtvis används termen "svarva" vid bearbetning av utvändiga ytor med detta skärförlopp, medan samma skärförlopp använt på invändiga ytor (det vill säga hål, av ett eller annat slag) kallas "hålning". Dock är båda typerna inom samma kategori. Exempel på typer av svarvning är bland annat längdsvarvning, plansvarvning och profilsvarvning.  Material som exempelvis trä, metall, plast och sten kan svarvas.

## Olika maskiner och metoder

### Supportsvarvning
Vid denna typ av svarvning sitter arbetsstycket - oftast metall - fastspänt i en så kallad chuck med tre,  fyra, eller 6 centrerande backar. Skärverktyget är fastspänt i en verktygshållare som i sin tur sitter monterad på den så kallade släden som rör sig parallellt/horisontellt med arbetsstycket. Verktyget skär bort material från arbetsstycket i form av spån. Skärverktygets längsmatning sker vanligtvis via en mekanisk drivning men kan även göras manuellt. Vanliga metoder vid supportsvarvning är: rak-, konisk-, profil-, plan- och sticksvarvning. Även olika sorters gängor kan svarvas både in och utvändigt (även kallat "att slå gängan").
Vid bearbetning av långa arbetsstycken kan ett ändstöd behövas i form av en dubbdocka med en roterande dubb som pressas in i ett centrerat hål. Skall änden på det långa arbetsstycket bearbetas används med fördel en så kallad stöddocka med 3 st kullagrade rullar monterade 120º ifrån varandra. Stöddockan placeras så nära arbetsstyckets ände som möjligt.
Vid icke cylindriska och asymmetriska arbetsstycken eller då man vill uppnå en excentrisk bearbetning kan en så kallad backskiva användas med fyra backarna som är ställbara oberoende av varandra.
Ytterligare en uppspänningsmetod är att med hjälp av diverse spännelement montera arbetsstycket på en planskiva som är försedd med ett antal spår och hål. Uppspänning med denna metod är tidsödande och används endast vid tillverkning av små serier.
Svarvning kan både göras i konventionella manuella maskiner men allt mer används maskiner som styrs med hjälp av en dator, även kallat CNC.  I takt med att dessa maskiner blivit enklare att programmera har användningsområdet ökat och idag kan man ofta göra enstycksarbeten lika snabbt som i en konventionell svarv.